# Suspiria (Miranda Sex Garden)
Suspiria è il terzo lavoro dei Miranda Sex Garden, il secondo album della band. Le musiche si fanno ancora più cupe, avvicinando il disco al Darkwave.
Il titolo è un omaggio al film di Dario Argento ed anche la traccia numero 9 prende il nome da Inferno, il secondo film appartenente alla stessa trilogia. La canzone "In Heaven", invece, è un brano originariamente usato nella colonna sonora di Eraserhead di David Lynch.

## Tracce
1. Ardera Sempre – 4:52
2. Open Eyes – 6:30
3. Sunshine – 5:28
4. Distance – 3:22
5. Play – 4:16
6. In Heaven – 4:05
7. Bring Down the Sky – 7:35
8. Feed – 5:56
9. Inferno – 7:55
10. Willie Biddle and his Waltzing Maggot – 3:33
11. My Funny Valentine – 5:26

## Formazione
- Katharine Blake: Voce, Violino, Tastiere, Percussioni
- Kelly McCusker: Voce, Violino, Tastiere
- Donna McKevitt: Voce, Viola
- Ben Golomstock: Chitarre, Tastiere
- Trevor Sharpe: Batteria, Percussioni